# Белоух монарх
Белоухият монарх (Carterornis leucotis) е вид птица от семейство Монархови (Monarchidae).

## Разпространение
Видът е ендемичен за субтропичните и тропически влажни низини в североизточните части на Австралия.